# 대한민국의 지역별 국내 총생산
대한민국의 지역별 국내 총생산은 대한민국의 국내 총생산을 지역별로 세분화한 목록이다.

## 1인당 명목상 국내 총생산
2008년 10월 국제통화기금 통계 기준 (USD)
| 순위 | 지역           | 1인당 국내 총생산 | 비교 국가  |
| ---- | -------------- | ----------------- | ---------- |
| 1    | 울산광역시     | $63,817           | 노르웨이   |
| 2    | 충청남도       | $56,714           | 미국       |
| 3    | 전라남도       | $38,868           | 대만       |
| 4    | 경상북도       | $34,403           | 독일       |
| 5    | 서울특별시     | $32,171           | 프랑스     |
| 6    | 인천광역시     | $31,512           | 영국       |
| -    | 국가 평균      | $27,692           | 대한민국   |
| 7    | 충청북도       | $26,656           | 체코       |
| 8    | 경상남도       | $26,594           | 스페인     |
| 9    | 강원도         | $23,767           | 포르투갈   |
| 10   | 경기도         | $23,373           | 이탈리아   |
| 11   | 전북특별자치도 | $22,191           | 에스토니아 |
| 12   | 제주특별자치도 | $21,535           | 슬로바키아 |
| 13   | 부산광역시     | $20,941           | 슬로바키아 |
| 14   | 대전광역시     | $20,747           | 헝가리     |
| 15   | 광주광역시     | $20,353           | 폴란드     |
| 16   | 대구광역시     | $17,858           | 그리스     |

## 같이 보기
- 대한민국의 행정 구역
- 대한민국의 경제